# 고양 공양왕릉
고양 공양왕릉(高陽 恭讓王陵)은 대한민국 경기도 고양시에 있는 고려의 마지막 왕 공양왕과 그의 부인 순비 노씨의 능이다. 공양왕릉은 삼척에도 존재하고 있는데, 둘 중 어디에 묻혀 있는지 아직 확인되지 않았다. 1416년 공양왕으로 추봉되면서 능호를 고릉(高陵)으로 하였다.

## 개요
고려의 마지막 왕인 공양왕(1345~1394, 재위 1389∼1392)과 그의 부인 순비 노씨의 무덤이다. 고려 임금의 유해가 안장된 마지막으로 조성된 고려 왕릉이었으며 대부분의 고려 왕릉들이 북한 지방에 거의 분포하였기 때문에 대한민국에서는 보기 드문 고려 왕릉이기도 하다.
공양왕은 이성계 등에 의해서 즉위한 이름뿐인 왕이었다. 조선 건국 직후 원주로 추방 되었다가 태조 3년(1394)에 삼척부에서 두 아들과 함께 살해되었다. 태종 16년(1416)에 공양왕으로 봉하고 고양현에 무덤을 마련하였다. 왕과 함께 묻힌 왕비는 노신의 딸로 숙녕·정신·경화 세 공주와 창성군을 낳았으나 고려가 멸망한 후 왕과 함께 폐위되었다.
무덤은 쌍능 형식으로 무덤 앞에는 비석과 상석이 하나씩 놓여 있고, 두 무덤 사이에 석등과 돌로 만든 호랑이 상이 있다. 이 호랑이 상은 고려의 전통적인 양식을 보여주고 있으나, 조선 초기의 왕릉인 태조와 태종 무덤의 것과 양식이 비슷하다.
무덤의 양쪽에는 문신과 무신상을 세웠다. 무덤 앞에 만들어 놓은 석물은 양식과 수법이 대체로 소박하다. 비석은 처음에 세운 것으로 보이지만 ‘고려공양왕고릉(高麗恭讓王高陵)’이라는 글씨가 있는 무덤을 표시하는 돌은 조선 고종 때에 세운 것으로 알려지고 있다.
공양왕의 무덤은 이곳뿐만 아니라 그가 살해된 삼척 지역에도 무덤이 전해지고 있다.

## 같이 보기
- 삼척 공양왕릉

## 참고 자료
- 고양 공양왕릉 - 국가유산청 국가유산포털